# Championnats d'Europe masculins de cyclo-cross
Le championnat d'Europe de cyclo-cross masculin est le championnat d'Europe de cyclo-cross organisé annuellement par l'Union européenne de cyclisme pour les cyclistes masculins. Le championnat est organisé depuis 2015 dans le cadre des championnats d'Europe de cyclo-cross.

## Palmarès
| Année | Or                     | Argent                 | Bronze                 |
| ----- | ---------------------- | ---------------------- | ---------------------- |
| 2015  | Lars van der Haar      | Wout van Aert          | Kevin Pauwels          |
| 2016  | Toon Aerts             | Mathieu van der Poel   | Wout van Aert          |
| 2017  | Mathieu van der Poel   | Lars van der Haar      | Toon Aerts             |
| 2018  | Mathieu van der Poel   | Wout van Aert          | Laurens Sweeck         |
| 2019  | Mathieu van der Poel   | Eli Iserbyt            | Laurens Sweeck         |
| 2020  | Eli Iserbyt            | Michael Vanthourenhout | Lars van der Haar      |
| 2021  | Lars van der Haar      | Quinten Hermans        | Michael Vanthourenhout |
| 2022  | Michael Vanthourenhout | Lars van der Haar      | Laurens Sweeck         |
| 2023  | Michael Vanthourenhout | Cameron Mason          | Lars van der Haar      |
| 2024  | Thibau Nys             | Felipe Orts            | Eli Iserbyt            |

## Tableau des médailles
| Pos.  | Pays        | Médaille d'or, Europe | Médaille d'argent, Europe | Médaille de bronze, Europe |    |
| ----- | ----------- | --------------------- | ------------------------- | -------------------------- | -- |
| 1     | Pays-Bas    | 5                     | 3                         | 2                          | 10 |
| 2     | Belgique    | 5                     | 5                         | 8                          | 18 |
| 3     | Royaume-Uni | 0                     | 1                         | 0                          | 1  |
| 3     | Espagne     | 0                     | 1                         | 0                          | 1  |
| Total | Total       | 10                    | 10                        | 10                         | 30 |